# シャルフェンベルク式連結器

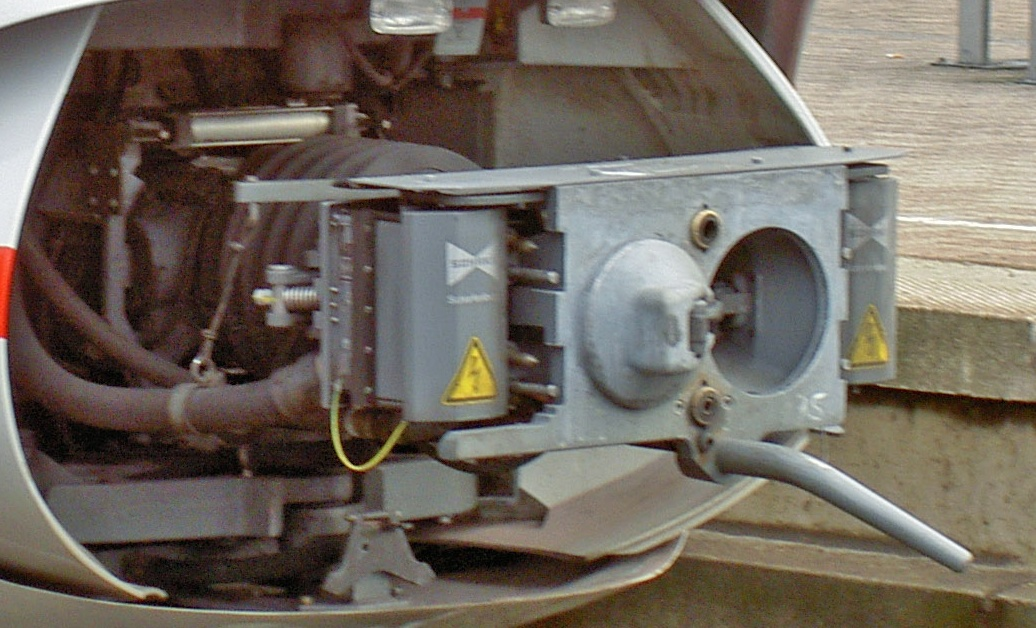
ICE 3 EMUのシャルフェンベルク式連結器

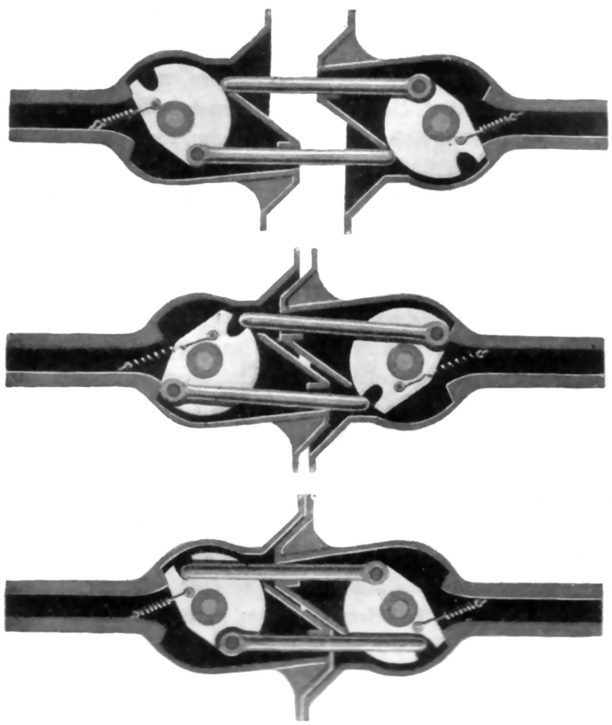
基本的な動作

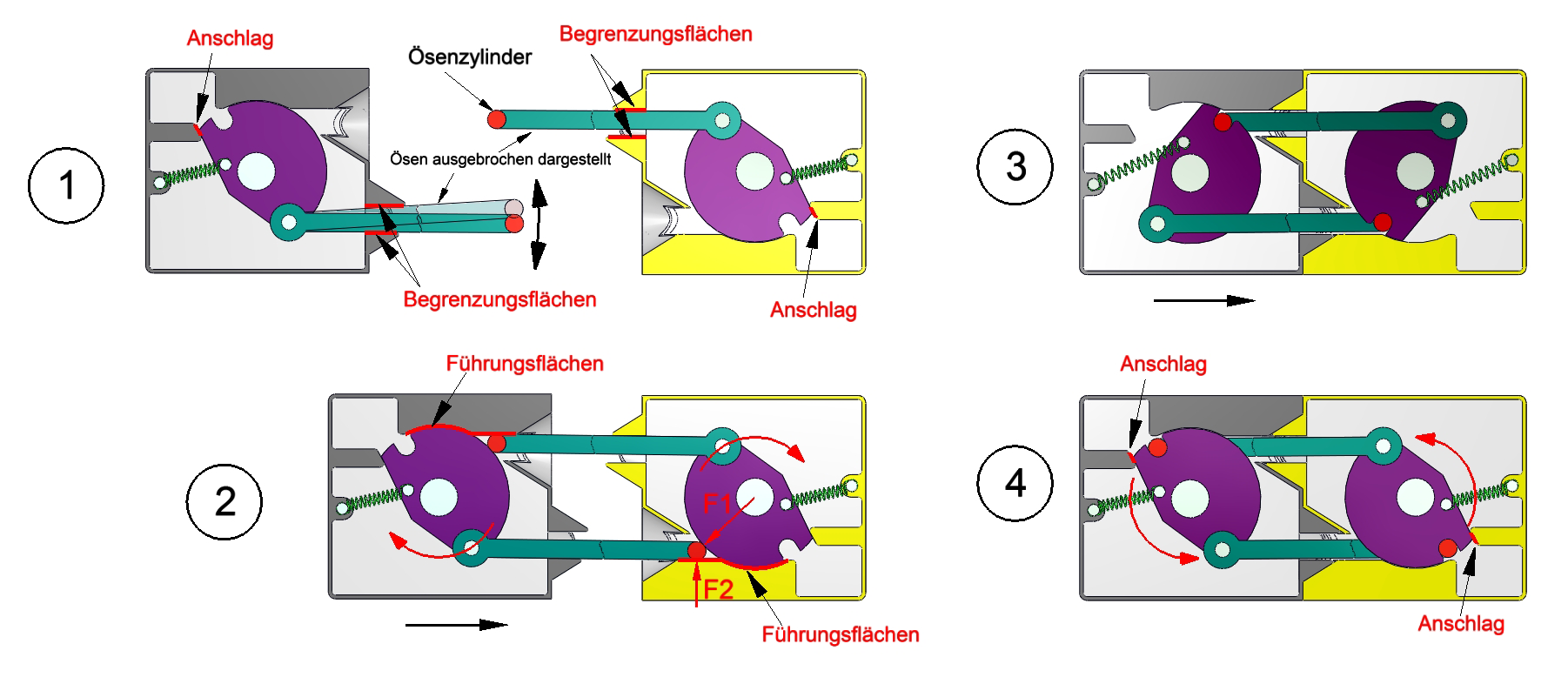
連結の仕組み

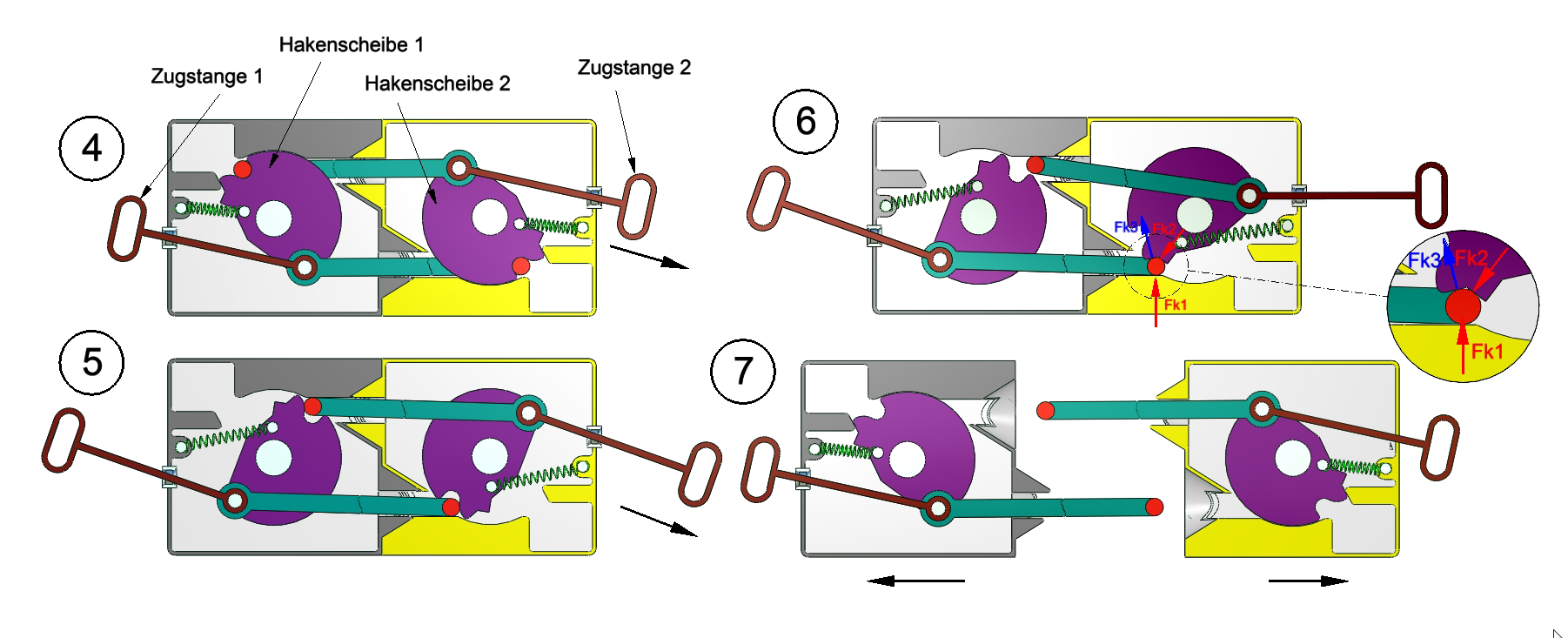
解放の仕組み

シャルフェンベルク式連結器（ドイツ語: Scharfenbergkupplung または Schaku）は、最も古典的な完全自動式の密着連結器の一種であり、国際的に幅広く使用される。
1903年に東プロイセン・ケーニヒスベルク（現在のロシア領カリーニングラード）のカール・シャルフェンベルグ (Karl Scharfenberg) によって開発された。定期運行の旅客列車に使用されるものの、欧州以外では大量交通機関全般に使用される。電気回路や空気圧配管の自動接続機構併置も容易であり、ジャニー式をはじめとする他種の自動式連結器に対する優位性を持っている。いくつかの鉄道会社では横や下に電気や空気圧の接続を備える。
連結器の前面には突出した円錐と相手方車両の円錐を受け入れる窪みを有する。円錐内部には堅牢な金属製の円環が、ばねの圧力のかかった刻みを、反対側に備えた金属の円板を回転するために接続される。
連結器下部の左下方へ向かって伸びる突起はガイドホーンと呼ばれ、ICEやTGVなどの高速鉄道車両では先頭部連結器カバーからガイドホーンが飛び出している。ガイドホーンは連結時の位置決めに用いられるが、連結器本体側にセンタリング機構がある場合は省略されることもある。

## その他
列車として走るには、他にブレーキ管などの空気ホースも連結されている必要があるが、密着連結器や電気連結器の普及によりブレーキ管もジャンパ栓も密着連結器内部や外部に一体化されていることがあり、連結解放がワンタッチでできるようになってきている。